# Hans Bernhard Rippelbeck
Hans Bernhard Rippelbeck (* 9. März 1884 in Bottrop; † 16. November 1951 in Niederlahnstein) war ein deutscher Bankdirektor und Politiker (CDU).

## Leben
Rippelbeck studierte Landwirtschaft und schloss das Studium als Diplom-Landwirt ab. Von 1906 bis 1919 war er Geschäftsführer und Dezernent für Volkswirtschaft im Rheinischen Bauernverein Köln, dazwischen 1914–1918 Soldat im Ersten Weltkrieg, zuletzt mit dem Rang eines Leutnants der Landwehr. 1919–1924 war er Generalsekretär des Raiffeisenverbands Mittelrhein e. V. in Koblenz und 1924–1946 Vorstandsmitglied der Raiffeisen-Zentralbank eGmbH in Koblenz. 1949 wurde er Hauptgeschäftsführer des Bauern- und Winzerverbands Rheinland-Nassau e. V. in Koblenz.

## Politik
Zum 1. Mai 1933 trat er der NSDAP bei (Mitgliedsnummer 3.056.164) und war von 1933 bis 1934 Mitglied des Stahlhelm. Seit 1934 gehörte er der SA an (Rottenführer im Nachrichtensturm R 33 in Koblenz) und machte eine militärische Sonderausbildung: Verwaltung und Ausnützung besetzter Gebiete. 1934–1937 war er Mitglied der SA-Reserve (Rottenführer). 1933–1944 war er Mitglied der NSV.
Der Säuberungsvorschlag des Untersuchungsausschusses Koblenz vom 14. März 1947 lautete: Pensionierung, Kürzung der Pension um 20 % auf 2 Jahre. Am 6. November 1948 wurde das Säuberungsverfahrens durch die Spruchkammer Koblenz eingestellt.
1951 wurde er in den zweiten Landtag Rheinland-Pfalz gewählt, dem er bis zu seinem Tode angehörte. Im Landtag war er Mitglied im agrarpolitischen Ausschuss.